# 潘陳傳

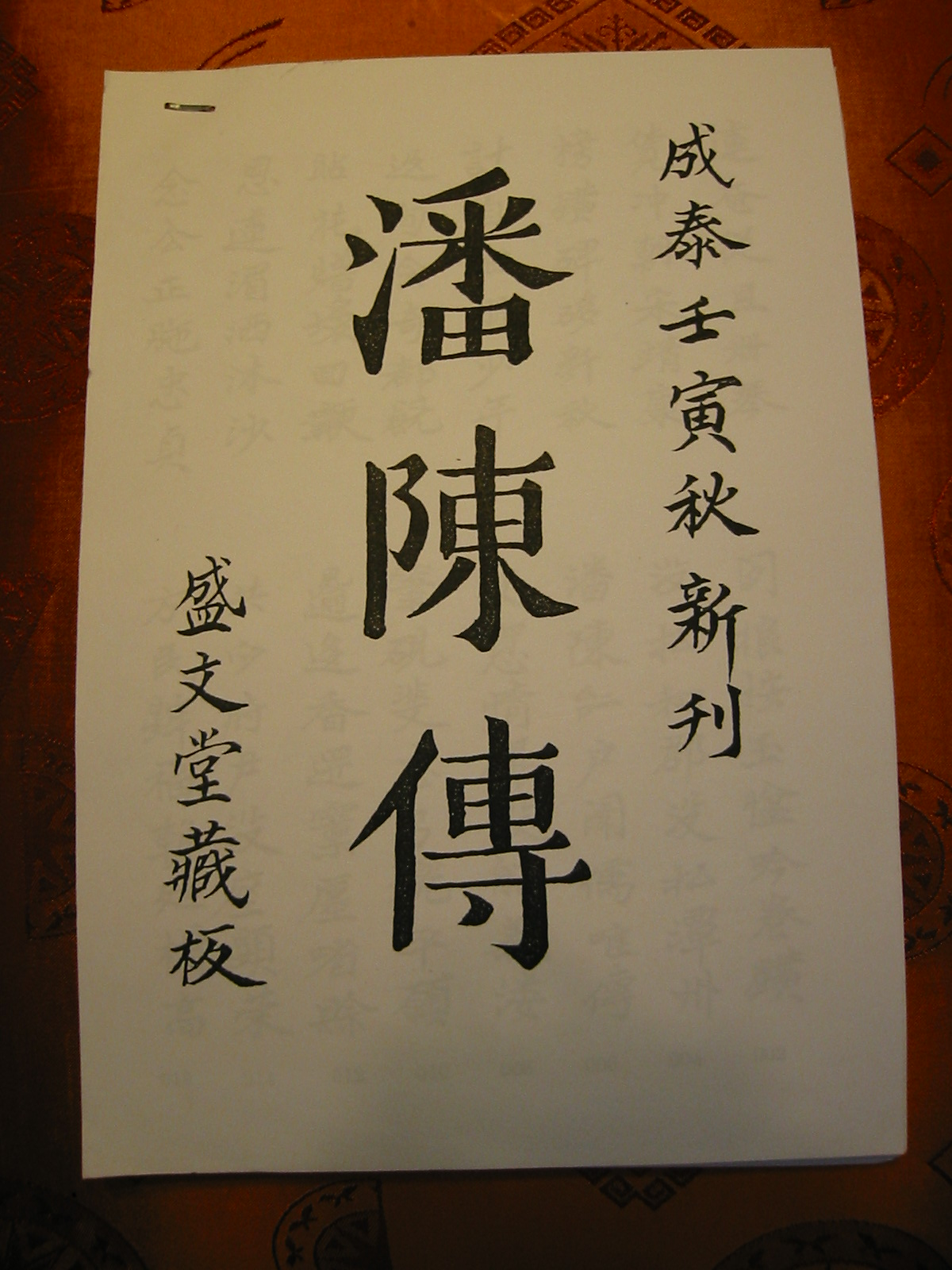
1902年出版的《潘陈传》封面

《潘陈传》，或简称《潘陈》，是一部越南国民文学的长编叙事诗。创作于19世纪初叶，其作者不详。全文用越南语喃字写成，共有954句。
《潘陈传》的内容是由明朝高濂所作的《玉簪记》改编而成，讲述的是北宋靖康时期一位名叫潘必正的书生（潘生）与一位已经订婚的女子妙常之间相爱，最后结婚的罗曼史。
《潘陈传》的内容冲破了儒教的伦理道德约束，为士大夫所不齿，阮朝时期，士大夫曾流传着“男不看《潘陈》，女不看《翠云翠翘》”（Đàn ông chớ kể Phan Trần, Đàn bà chớ kể Thúy Vân Thúy Kiều）之语，但此书却在民间极为流行。
1889年，《潘陈传》被翻译为国语字版本。